# Polsk Koalition
Polsk Koalition (Polsk: Koalicja Polska) er en polsk, politisk koalition bestående af partierne Polens Folkeparti, Kukiz'15 og Union af Europæiske Demokrater.
Koalitionen har 30 mandater i det polske underhus Sejmen og 3 mandater i overhuset Senatet
Koalitionen er Kristendemokratisk og Centristisk.